# 日本ケミファ
日本ケミファ株式会社（にっぽんケミファ）は、東京都千代田区にある医薬品・検査試薬の製造販売を行う企業。東京証券取引所スタンダード市場上場。

## 概要
かつては森田公一が歌う「まわせ地球」によるCMを放映していた。2008年3月15日からは女優・タレントの福田沙紀がイメージキャラクターを務めるCMが放映され、森田が歌っていたCMソングも福田の歌で復活した。モットーは「ジェネリック医薬品に品質と責任を、新薬メーカーのジェネリック」と謳い医師や調剤薬局等にPRしている。

## 沿革
- 1950年 - 前身日立化学株式会社を設立。
- 1970年 - 日本ケミファ株式会社に社名変更。
- 1971年 - 東京証券取引所市場第二部に株式上場。
- 1976年 - 東京証券取引所市場第一部に指定替え。
- 1982年 - 臨床データ捏造が発覚。行政処分を受ける。
- 2002年 - Ranbaxy Laboratories Limited（本社インド）と包括的業務提携。
- 2009年 - Ranbaxy Laboratories Limitedとの包括的業務提携を解消。
- 2010年 - ロゴマークを変更し、株式交換により日本薬品工業を100%子会社化。
- 2023年 - 東京証券取引所スタンダード市場へ市場変更[1]。

## 提供番組
- 主治医が見つかる診療所（テレビ東京）
- 空から日本を見てみようplus（BSジャパン）